# Pressure Unit
Pressure Unit ist ein österreichisches DJ-Producer-Team, das aus Produzent Josh Verano, DJ Tom Kayne und MC Mike Travis besteht. Bekannt wurde das Trio vor allem durch die Single Feel It, die sie zusammen mit House-Duo Dirty Impact veröffentlichten und mit der sie es auf Platz #29 der österreichischen Verkaufscharts schafften.

## Karriere
Ihre ersten beiden Dancetracks Everything Will Be Alright und Table Dance haben es bereits zu respektablen DJ-Charts-Platzierungen geschafft.
Im Sommer 2013 haben sich Pressure Unit mit Dirty Impact zusammengetan und gemeinsam dencClubtrack Feel It produziert. Die Nummer, die bei Universal Music erschienen ist, schaffte es mit einem umfangreichen Remix-Paket (inklusive eines Remix von Rene Rodrigezz) auf Anhieb in die Top-5 der Austrian-Dance-Charts. Das Musikvideo lief Ende 2013/Anfang 2014 in Rotation auf VIVA, MTV und Gotv. Im November (KW46/2013) stieg der Track auf Platz #29 der offiziellen österreichischen Charts. Das Lied wurde außerdem auf der Kompilation Future Trance Vol. 66 veröffentlicht.
Des Weiteren produzierte das Trio bereits einen Remix zum Lied Dreams von Cassey Doreen. Am 14. Februar 2014 erschien ihre neue Single Let’s Go Wild (feat. Young Sixx).

## Diskografie

### Singles
- 2010: Everything Will Be Alright (MIM-Records)
- 2011: Table Dance (On the Floor) (MIM-Records)
- 2013: Get It On (feat. Young Sixx) (Trak Music)
- 2013: Feel It (Dirty Impact vs. Pressure Unit) (Universal Music)
- 2014: Let’s Go Wild (feat. Young Sixx) (Trak Music)

### Remixe
- 2011: DeFt FeDerAtion: Body Move
- 2011: Dave Valdez: Achy Breaky Heart 2011
- 2012: DeFt FeDerAtion: We Get Higher
- 2012: Futurebase DJ: One More Time
- 2013: Cassey Doreen: Dreams